# Il tempo della gioia
Il Tempo Della Gioia è il secondo e ultimo album di Quella Vecchia Locanda, pubblicato nel 1974.

## Il disco
Il disco è caratterizzato dalla presenza di una cospicua influenza classica, messa in evidenza soprattutto dall'uso del violino e del flauto. Nonostante abbia avuto una migliore produzione rispetto al primo album, guardando alla maggiore attenzione rivolta ai temi melodici, ai testi e agli arrangiamenti, non contiene però tutto il suo genuino entusiasmo.
Questo lavoro porta con sé un ideale di malinconia, che sfocia sempre in un gusto delicato e dolce: ciò ricorda a volte i primi album dei King Crimson.
(Villa Doria Pamphili)

## Tracce

### Lato A
1. Villa Doria Pamphili - 5:30 - (Giorgi G. - Cocco)
2. A Forma Di... - 4:10 - (Cocco)
3. Il Tempo Della Gioia - 6:20 - (Giorgi G. - Cocco)

- "Durata Lato A" = 16:00

### Lato B
1. Un Giorno, Un Amico - 9:45 - (Giorgi G. - Cocco)
2. È Accaduto Una Notte - 8:20 - (Giorgi G. - Cocco)

- "Durata Lato B" = 18:05

## Formazione
- Giorgio Giorgi - voce, flauto
- Raimondo Maria Cocco - chitarre, voce, clarinetto
- Massimo Roselli - tastiere, voce
- Claudio Filice - violino
- Patrick Traina - batteria, percussioni
- Massimo Giorgi - basso